# Jar of Flies
A Jar of Flies az Alice in Chains harmadik EP-je, 1994. január 24-én jelent meg. Az összes dalt egy hét alatt vették fel 1993 szeptemberében a seattle-i London Bridge Studio-ban. Ez volt az első EP, ami a Billboard listáján első helyezést tudott elérni.

## Számok
1. Rotten Apple (Cantrell, Staley, Inez) – 6:58
2. Nutshell (Cantrell, Staley, Inez, Kinney) – 4:19
3. I Stay Away (Cantrell, Staley, Inez) – 4:14
4. No Excuses (Cantrell) – 4:15
5. Whale & Wasp (Cantrell) – 2:37
6. Don't Follow (Cantrell) – 4:22
7. Swing on This (Cantrell, Staley, Inez, Kinney) – 4:04